# Imma Albó i Vidal de Llobatera
Imma Albó i Vidal de Llobatera (Vic, 1940 - 29 de juliol de 2015) fou una bibliotecària i militant socialista i independentista catalana.

## Biografia
Albó formava part d'una família de vuit germans que, igual que ella, va mantenir la resistència cultural i política de la nació catalana sota el franquisme. Entre ells va destacar el seu germà Miquel, fundador de la Unió de Pagesos i de la qual va formar part fins a la seva mort el 1979. Rebé una instrucció nacionalcatòlica del primer franquisme. Després d'acabar el Batxillerat, cursà estudis primer de bibliotecària (1958-1962) i després de Filosofia i Lletres, especialitat en Llengües romàniques (1962-1967). Va ser deixeble, entre d'altres, de Pere Bohigas i Balaguer i Frederic Udina i Martorell.
Participà en la fundació del Sindicat Democràtic d'Estudiants de la Universitat de Barcelona. És internada durant un mes a la Presó de Dones de la Trinitat per participar en una assemblea d'estudiants, com a conseqüència d'aquests fets, el Tribunal d'Ordre Públic la condemnà a sis mesos de presó. S'exilià a París (1969-1972) quan es proclamà el primer estat d'excepció. Aquell mateix any, 1969, fou expulsada del PSUC per discrepàncies amb la seva línia política. Treballà com ajudant de curs a la Universitat de París X Nanterre, i de bibliotecària a la Facultat de Lletres i Ciències Humanes a la mateixa universitat. Establí contacte amb els exiliats catalans, Manuel Viusà i Camps, Teresa Pàmies i Bertran, Teresa Rebull, Jordi Arquer, Josep Maria Batista i Roca i Josep Marimon.
El curs 1972-1973 tornà a Vic i Barcelona, per aquestes dates entrà a militar al Partit Socialista d'Alliberament Nacional (PSAN), on conegué el polític i historiador Fèlix Cucurull i Tey que amb un grup de persones impulsaren una candidatura a les Corts espanyoles: el Bloc d'Esquerra d'Alliberament Nacional (BEAN), format pel PSAN i el Bloc Català de Treballadors (BCT). Els caps de llista foren Lluís Maria Xirinacs i Fèlix Cucurull. Albó participà en les activitats de la Crida a la Solidaritat en Defensa de la Llengua la Cultura i la Nació Catalanes (1981-1990), a la Plataforma pel Dret de Decidir, al Consell Nacional Català i a la Comissió de la Dignitat.
Del 1979-1981 participà, junt amb l'escriptor Fèlix Cucurull, en els cursos d'Història de Catalunya que ell impartia a la Universitat Catalana d'Estiu de Prada de Conflent. És autora del llibre Fèlix Cucurull: la lluita per l'autenticitat (Editorial La Llar del Llibre, 1987), un acurat estudi de la trajectòria de l'historiador i polític. Publicà, junt amb Sílvia Aymeric, el text 100 anys després: cicle d'actes commemoratius del centenari de la mort de Josep-Narcís Roca i Ferreras (Oikos Tau, 1995), i col·laborà en l'edició dels Quaderns Roca i Ferreras. Treballà com a bibliotecària de la Junta de l'Ateneu Barcelonès (1982-1986). Des del 1972, la seva activitat laboral es desenvolupà en el Departament de Monuments Històrics, i després al Museu d'Arqueologia de Catalunya, on es va jubilar el 2005.
Imma Albó va patir detencions, judicis, presó i exili mentre militava en diferents organitzacions clandestines. Amb Miquel Martí i Pol, Lluís Solà i Sala, Josep Vernis i Burés, Xavier Roca, Quim Capdevila, Segimon Serrallonga i Morer, Armand Quintana i Panedas, Josep M. Selva, Jaume Clotet, Joaquim Onyós, Manuel Anglada, Manuel Carbonell, Joan Cruells, Joan Furriols, entre molts d'altres, endegaren el moviment polític i intel·lectual de tota la comarca d'Osona.
| « | Aquest itinerari vital que he seguit fins al dia d'avui no ha estat gens fàcil ni complaent per mi; potser hi trobareu les arrels del lloc on vaig néixer, una terra freda, glaçada a l'hivern, dura i xafogosa a l'estiu que m’ha forjat aquest caràcter, aquest tarannà combatiu, tossut, rebel i fidel. No sé si són les meves arrels vigatanes les que m'han afaiçonat aquest caràcter somniador, rebel i lluitador alhora, o els mestratges que he rebut al llarg dels anys de persones de gran vàlua que he conegut i estimat, o els estudis que he fet i faig constantment per posar-me al dia els que m'han marcat més, però el que si és segur és que entre tots m'han fet com sóc ara i ho he de reconèixer m'agradi o no. | » |
| — Imma Albó: XII Premi Carles Muñoz Espinalt, en el marc del XIII Certamen Jocs Florals Montesquiu 2008 | |   |